# Fritz Fridolin Windisch
Fritz Fridolin Windisch   (Berlín, 20 de desembre de 1895 - 7 d'abril de 1961) fou un compositor alemany.
Estudià el violí amb Hugo Venus i composició amb Riemann i Friedländer. Ocupa un lloc distingit entre els compositors moderns del seu país, caracteritzant-se les seves obres per la seva gran bellesa melòdica i delicada harmonització. va escriure i publicar força música de cambra i cors. Des del 1921 va editar a Berlín la revista musical Melos, i dirigí artísticament l'agrupació Melos-Gemeinschaft zur Pflege zeitgenössischer Musik.